# مبدل تله

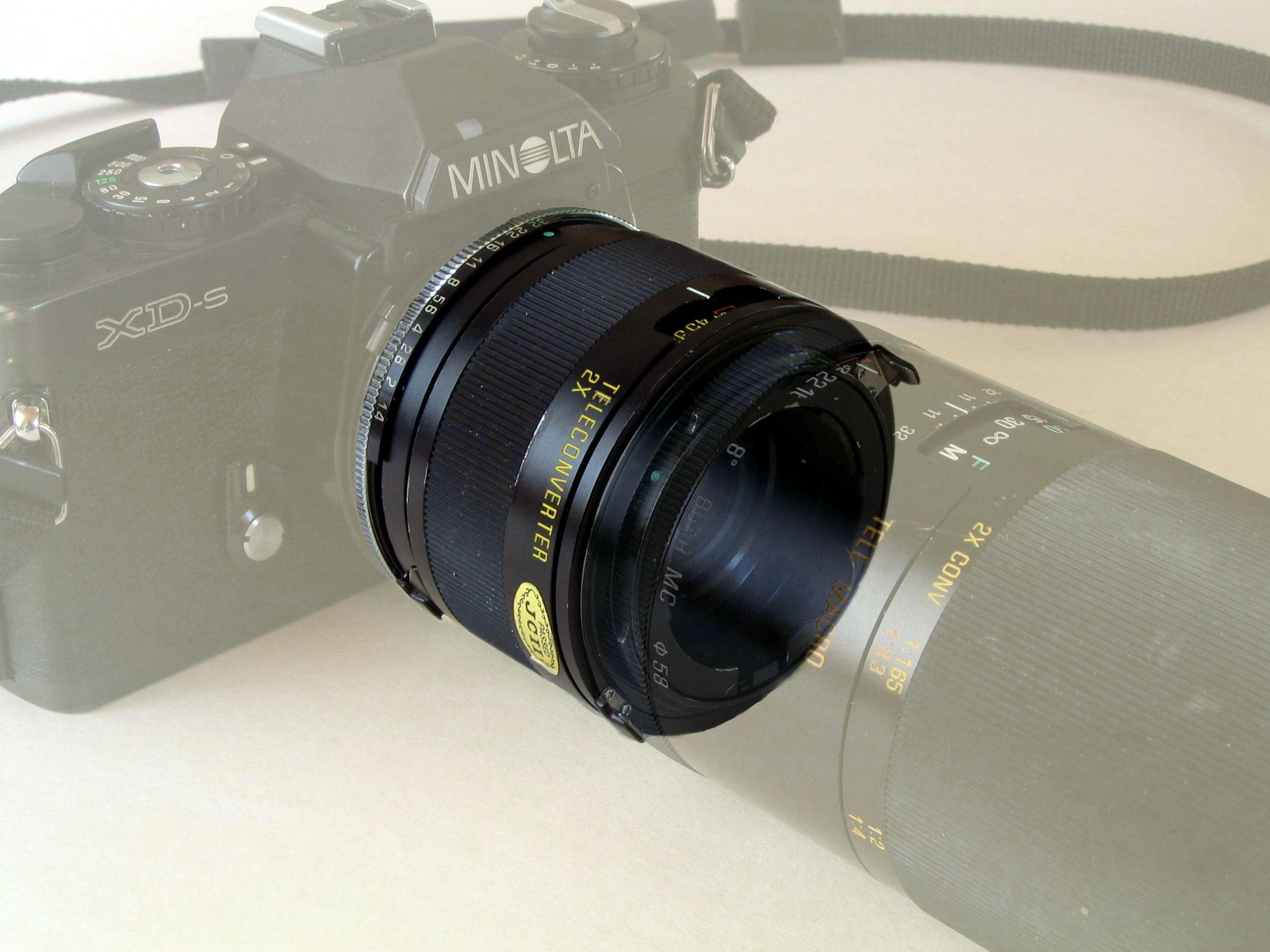
یک مبدل تله دوربین ۳۵ میلیمتری

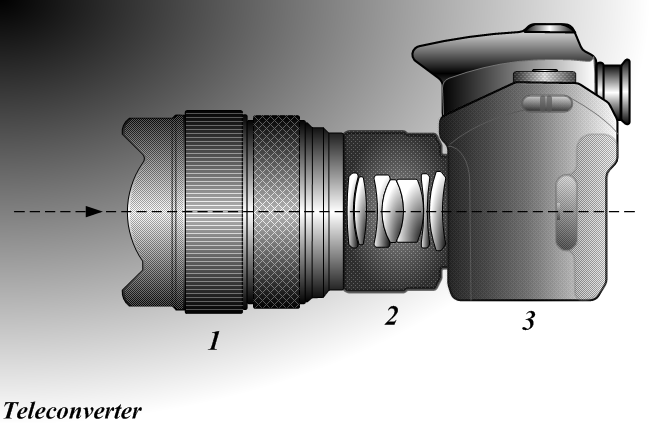
۱-لنز دوربین. ۲- مبدل تله. ۳- بدنه دوربین.

مبدل تله (به انگلیسی:Tele Converter)، ابزاری است نورشناختی، که مابین لنز و بدنهٔ دوربین عکاسی قرار گرفته و باعث افزایش فاصله کانونی لنز می‌شود.
مبدل‌های تله در ضرایب متنوع ۱٫۴ و ۱٫۷ و ۲ و ۳ و ۴ تولید می‌شوند. رایجترین این مبدل‌ها ۱٫۴ و ۲ می‌باشند.
با استفاده از یک مبدل 2x نور ورودی به دوربین به اندازه ۲ استاپ کاهش می‌یابد. در دوربین‌هایی که نورسنجی آن‌ها به صورت دستی است باید این اختلاف را وارد نمود.

## قطع‌ها
مبدل‌های تله، تقریباً برای تمامی دوربین‌ها وجود دارند. از انواع دوربین‌های ۱۳۵ گرفته تا دوربین‌های قطع متوسط. کارخانه هورس‌من ژاپن، حتی برای دوربین قطع بزرگ نیز مبدل تله ساخته‌است.

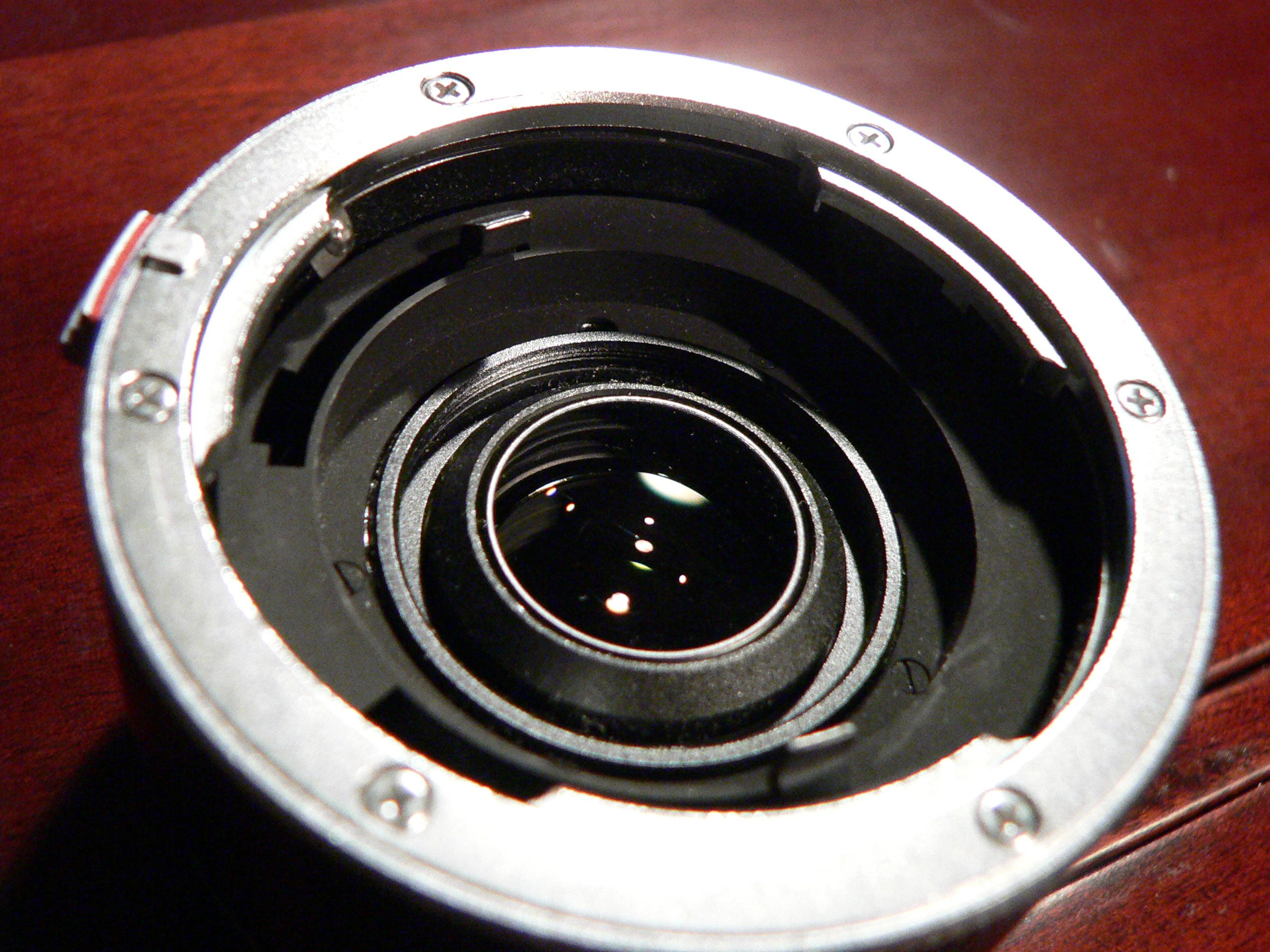
سمت مادگی مبدل لنزهای لایکا سری آر
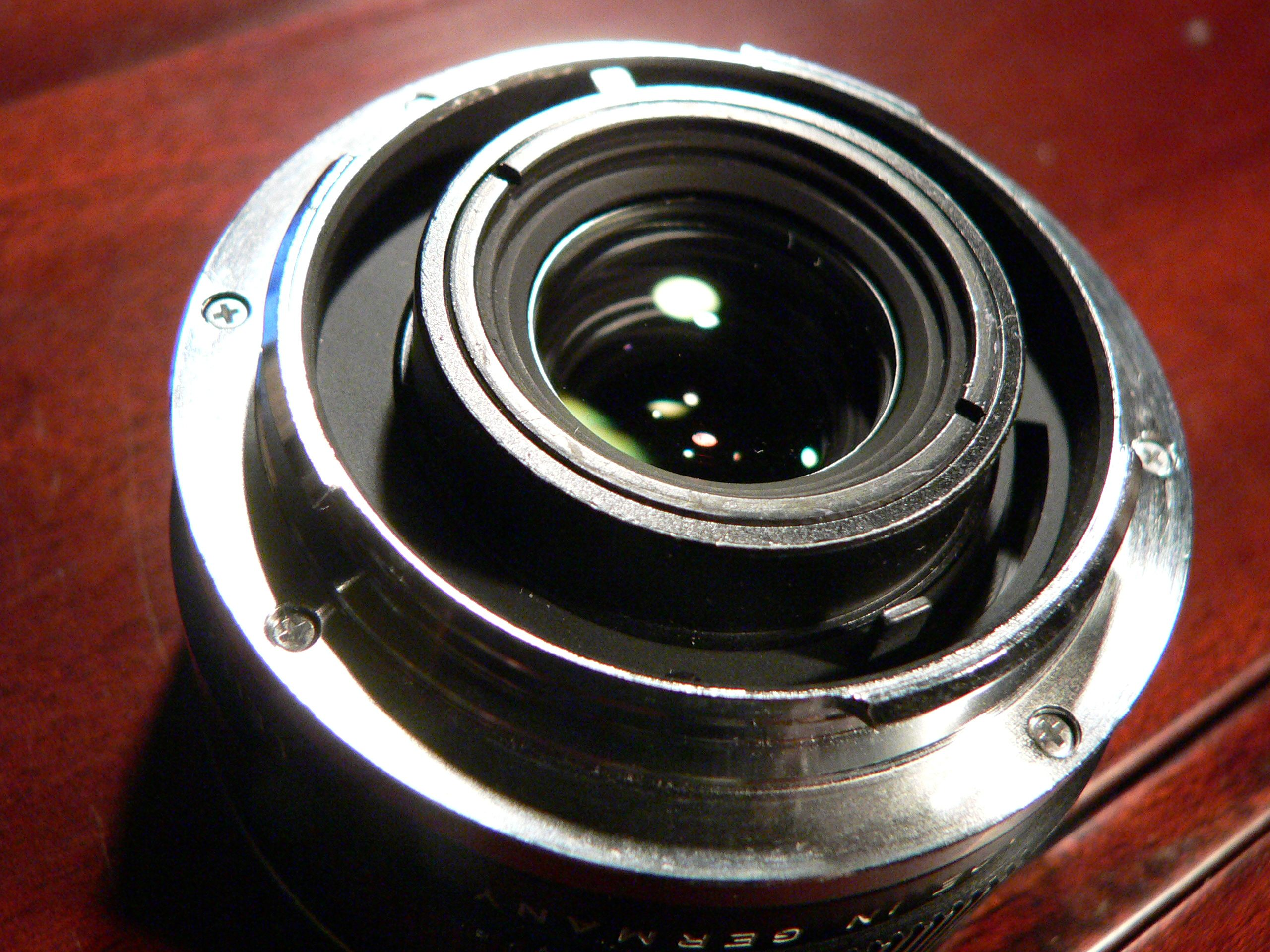
سمت نرینه مبدل

## نتیجه
استفاده از مبدل تله 2x در یک دوربین ۳۵ میلیمتری با قطع 24x36 میلی‌متر باعث ثبت تصویری به اندازه 12x18 از وسط همان کادر می‌شود.

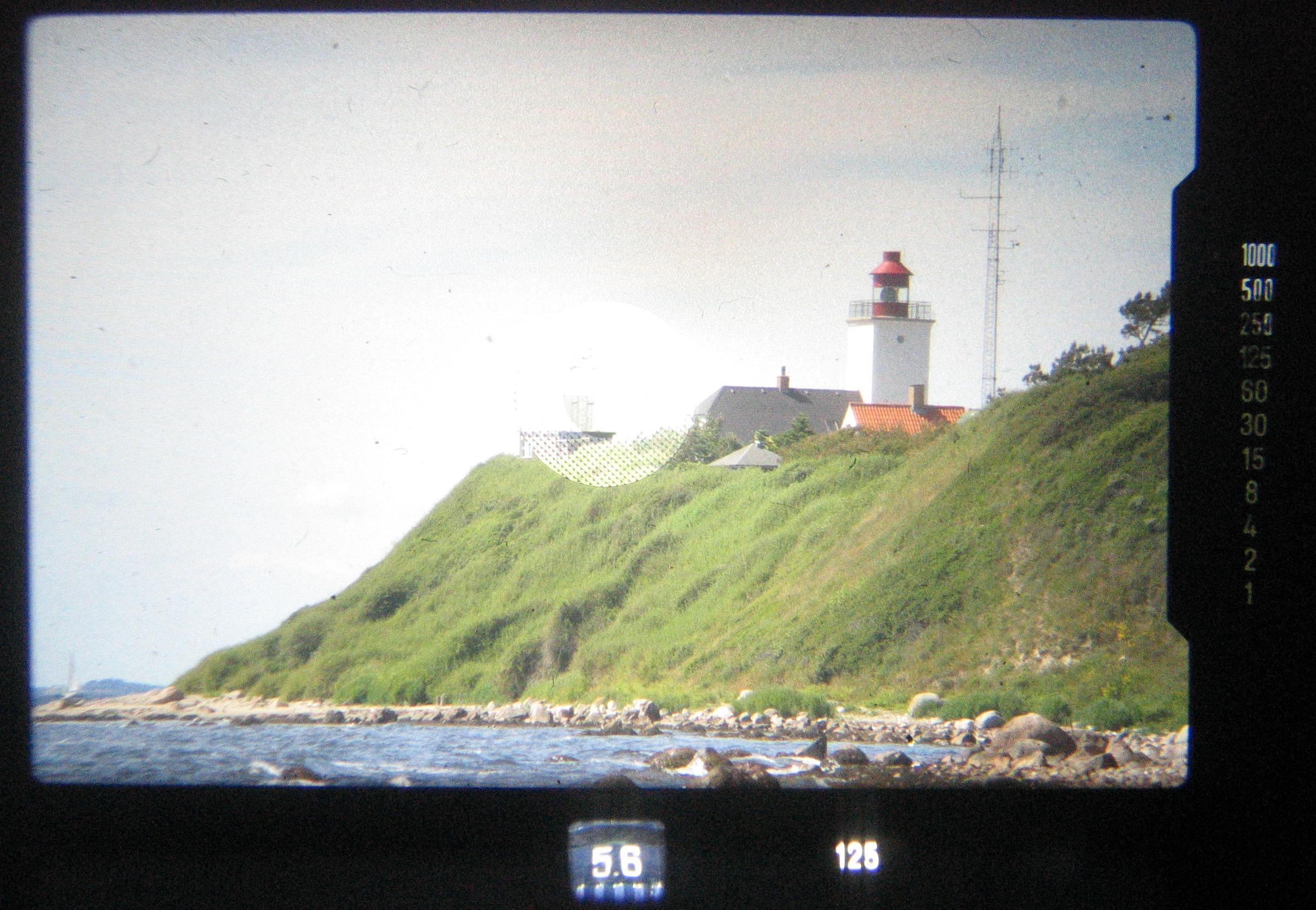
تصویر بدون مبدل تله
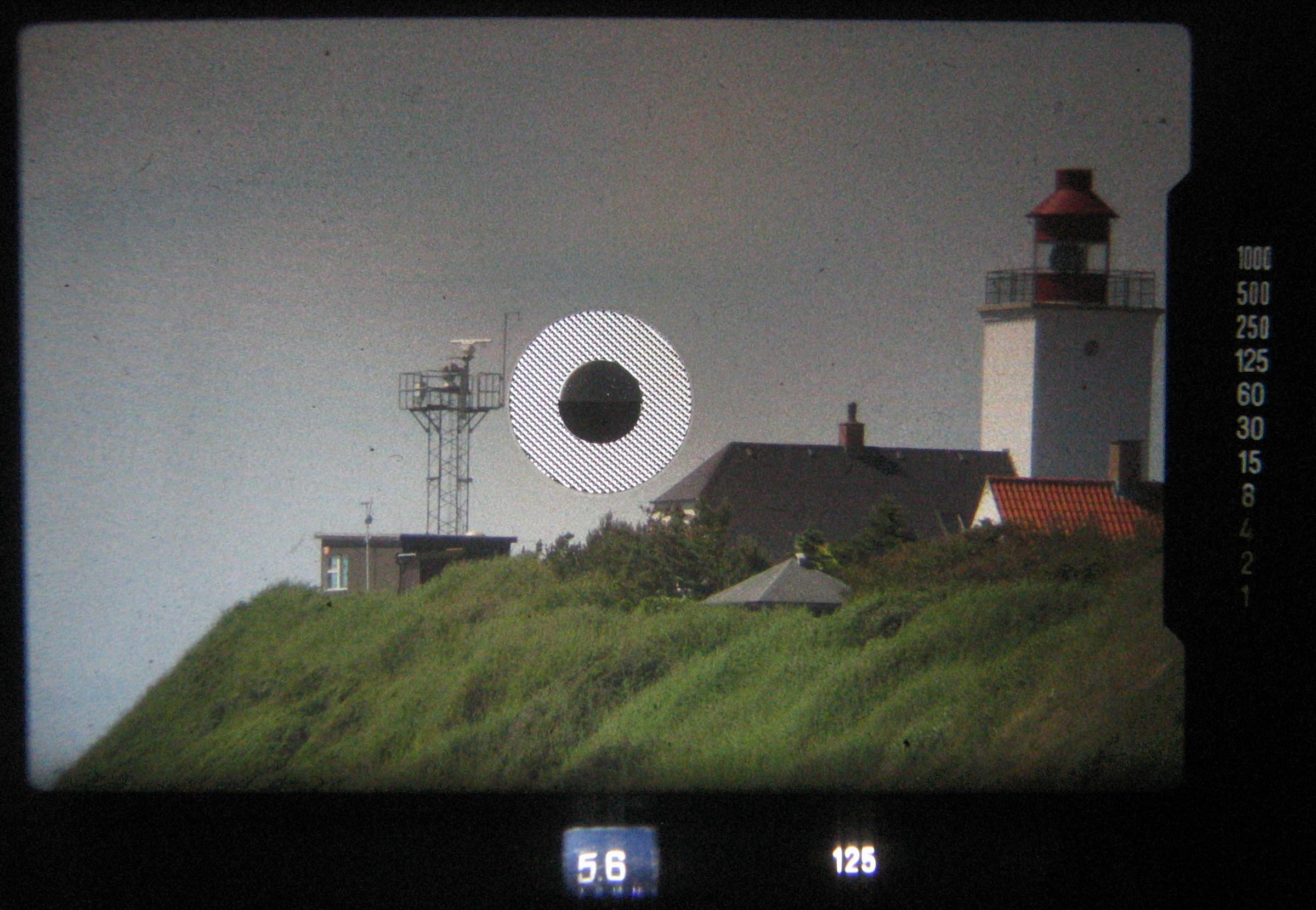
همان کادر ولی با مبدل تله 2x

## انواع

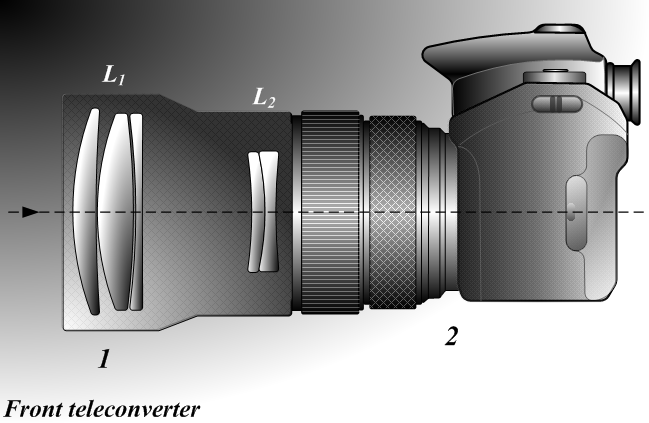
مبدل تله‌ای که جلوی لنز بسته می‌شود. ۱- مبدل تله ۲- لنز دوربین

نوع دیگری از مبدل‌های تله وجود دارند که به جلوی لنز بسته می‌شوند. این نوع مبدل‌ها مخصوص دوربین‌هایی که لنز آن‌ها از بدنه دوربین جدا نمی‌شود، طراحی و ساخته شده‌اند.